# Largue
Largue – rzeka w północno-wschodniej Francji, przepływająca przez Sundgau w departamencie Górny Ren. Lewy dopływ rzeki Ill.
Largue ciągnie się przez 50,5 km. Swe źródła ma w Oberlarg, niedaleko granicy szwajcarskiej.
Przepływa m.in. przez następujące miejscowości:
- Seppois-le-Haut
- Seppois-le-Bas
- Dannemarie.